# Casa de la Volta (Piera)
La Casa de la Volta és una casa a la vila de Piera (Anoia) inclosa en l'Inventari del Patrimoni Arquitectònic de Catalunya. Arcades i casa del Raval Jussà, primer nucli d'expansió del poble. Estava compromès entre el carrer del Sol i la riera de la Guineuarda. El conjunt, doncs, formava part de les antigues muralles i l'arcada de punt rodó podia haver estat una de les entrades. La finestra, actualment un balcó, que estava situada sobre les arcades, fou traslladada a ca l'Estany.
Edifici de planta baixa i un pis, part del qual està situat sobre el carrer i suportat per dues arcades apuntades a una de mig punt. Es tracta d'un recinte de planta rectangular, amb el sostre fet a base de bigues de fusta. Les dues arcades gòtiques es daten entre el XIII i el XIV, la tercera és de punt rodó i dona pas de l'espai cobert (tram final del C/ de la Salut) als safareigs públics i protegint una capelleta que acull una imatge, realitzada en pedra, de la Mare de Déu de la Salut, que es venera des del segle xviii. La imatge de la verge de la Salut, que està situada sobre les arcades, ja hi era al s. XVIII.Al lloc on avui existeix un balcó hi havia una finestra coronella que actualment es troba a ca l'Estany.